# Île de Ramsey
L'île de Ramsey est une île du pays de Galles, située dans le Pembrokeshire, à un kilomètre au large de la péninsule de St David's.